# Joaquim Gonçalves da Rocha

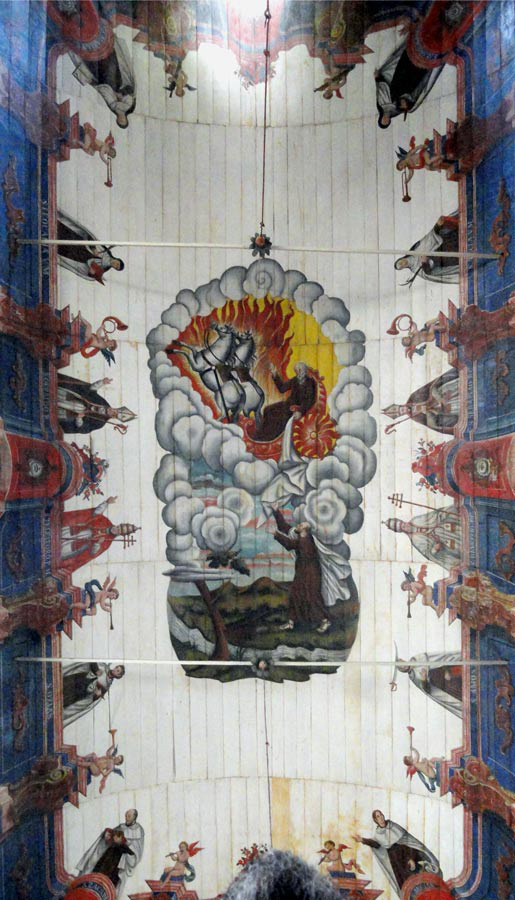
Forro da nave da Igreja do Carmo de Sabará, mostrando a ascensão de Elias.

Joaquim Gonçalves da Rocha (Sabará, c. 1755 - Sabará, depois de 1831) foi um pintor, dourador de talha e encarnador de estátuas brasileiro. [carece de fontes?]
Praticamente nada se sabe sobre ele. É lembrado pela douração da talha e pela execução das pinturas da Igreja de Nossa Senhora do Carmo em Sabará, estado de Minas Gerais, incluindo o grande teto da nave, com a cena de Elias subindo ao céu em um carro de fogo, rodeado de figuras da história da Igreja; o teto da capela-mor, com a cena de Nossa Senhora do Carmo entregando um escapulário a um santo da carmelita; o teto da sacristia, com uma imagem do Divino Espírito Santo em um esplendor de nuvens e querubins; alegorias das Virtudes Teologais, cenas do sacrifício de Abraão e de Moisés que toca a rocha do deserto para dar água aos hebreus, todas estas sob o coro da entrada, e cenas dos Dez Mandamentos nas paredes da capela-mor. Este vultoso trabalho foi realizado com assistentes entre 1812 e 1816.
Talvez tenha sido ele o autor da douração também das estátuas de São Simão Stock e São João da Cruz criadas pelo Aleijadinho para a mesma igreja, e de uma estátua de Sant'Ana Mestra hoje no Museu do Ouro de Sabará. Seu último registro conhecido acusa a encarnação de uma imagem de Nossa Senhora do Carmo em 1831, quando tinha 76 anos de idade.
Rocha segue os modelos gerais da criação durante o período Rococó brasileiro, com uma obra que incorpora elementos eruditos e populares, mas seu estilo pessoal, como demonstrado nos tetos do Carmo, foi considerado por Luiz Jardim original no manejo dos espaços em branco, "admirável nesse jogo de formas especiais com os cheios da decoração". Sua representação da ascensão de Elias é possivelmente a mais conhecida em todo o território nacional.